# Kukulcania hurca
Espèce
Synonymes
- Filistata hurca Chamberlin & Ivie, 1942

Kukulcania hurca est une espèce d'araignées aranéomorphes de la famille des Filistatidae.

## Distribution
Cette espèce se rencontre aux États-Unis en Californie, au Nevada, en Utah et en Arizona et au Mexique au Sonora, en Basse-Californie et en Basse-Californie du Sud,.

## Description
La femelle holotype mesure 7,10 mm.
Le mâle décrit par Magalhaes et Ramírez en 2019 mesure 6,99 mm et la femelle 9,75 mm, les mâles mesurent de 4,22 à 6,99 mm et les femelles de 7,64 à 16,08 mm.

## Publication originale
- Chamberlin & Ivie, 1942 : A hundred new species of American spiders. Bulletin of the University of Utah, vol. 32, no 13, p. 1-117 (texte intégral).